# Лебедкино
Лебе́дкино (рос. Лебёдкино) — село у складі Артемовського міського округу Свердловської області.
Населення — 675 осіб (2010, 659 у 2002).
Національний склад населення станом на 2002 рік: росіяни — 93 %.